# Municipio de Elkader
El municipio de Elkader (en inglés: Elkader Township) es un municipio ubicado en el condado de Logan en el estado estadounidense de Kansas. En el año 2010 tenía una población de 8 habitantes y una densidad poblacional de 0,03 personas por km².

## Geografía
El municipio de Elkader se encuentra ubicado en las coordenadas 38°53′13″N 100°52′50″O / 38.88694, -100.88056. Según la Oficina del Censo de los Estados Unidos, el municipio tiene una superficie total de 278.47 km², de la cual 278,44 km² corresponden a tierra firme y (0,01 %) 0,02 km² es agua.

## Demografía
Según el censo de 2010, había 8 personas residiendo en el municipio de Elkader. La densidad de población era de 0,03 hab./km². De los 8 habitantes, el municipio de Elkader estaba compuesto por el 100 % blancos. Del total de la población el 0 % eran hispanos o latinos de cualquier raza.